# Trate
Trate je vesnice ve Slovinsku v Podrávském regionu, spadající pod občinu Šentilj. Nachází se těsně u rakouských hranic, u řeky Mury, naproti městu Mureck, asi 15 km severovýchodně od Mariboru a asi 17 km severozápadně od Lenartu. V roce 2019 zde žilo 253 obyvatel.
V Trate se nachází křižovatka silnic 433 a 438. Rovněž se zde nachází most přes řeku Muru a hraniční přechod Mureck-Trate. Ve vesnici se nachází tři hrady; Cmurek, Kaprolov Grad a Novi Kinek.

## Sousední vesnice
| Růžice kompasu |                    | Mureck (A) | Vratji Vrh       | Růžice kompasu |
| Růžice kompasu | Zgornja Velika     | Sever      | Novi Vrh Lokavec | Růžice kompasu |
| Růžice kompasu | Zgornja Velika     | Trate      | Novi Vrh Lokavec | Růžice kompasu |
| Růžice kompasu | Zgornja Velika     | Jih        | Novi Vrh Lokavec | Růžice kompasu |
| Růžice kompasu | Zgornji Dražen Vrh |            | Rožengrunt       | Růžice kompasu |